# ياروسلاف كفاسوف
ياروسلاف كفاسوف (بالأوكرانية: Квасов Ярослав Ігорович)‏ (5 مارس 1992 بسلوفيانسك في أوكرانيا - ) هو لاعب كرة قدم أوكراني في مركز الهجوم. لعب مع زوريا لوهانسك ونادي سيلاماي كالف وأولمبيك دونيتسك.

## روابط خارجية
- ياروسلاف كفاسوف على موقع اتحاد أوكرانيا (الإنجليزية)
- ياروسلاف كفاسوف على موقع قاعدة بيانات كرة القدم.إي يو (الإنجليزية)
- ياروسلاف كفاسوف على موقع Soccerway.com (الإنجليزية)
- ياروسلاف كفاسوف على موقع AS.com (الإسبانية)